# Audrey Hannah
Miriam Hannah ou apenas Audrey Hannah, como é conhecida, nasceu em 29 de setembro de 1982 em Saarbrücken, na Alemanha e é uma cantora e compositora canadense e alemã.
Em 1999, com apenas 17 anos, Audrey lançou seu primeiro single "It's December (And I'll Be Missing You)", uma canção com sonoridade natalina, e alcançou o vigésimo sétimo lugar na Alemanha, conquistando um grande sucesso, que vem sendo executada desde então novamente na época do Natal. Em 2000 a cantora lançou o single "Waiting For.. (Serenade Of Love)", alcançando o nonagésimo sexto lugar. Já em 2002 o single "Liquid Touch" foi lançado, e alcançou o septagésimo sexto lugar na Alemanha, sendo o single mais conhecido da cantora, por ter alcançado posições em outros países.
Desde o sucesso inicial, Audrey não continuou sua carreira, não lançando assim seu álbum, esperado pela crítica. Entre 2004 e 2010, a cantora trabalhou numa escola de dança, chamada Euschen-Gebhardt em Saarbrücken, na Alemanha. Desde 2011, é moderadora nas estações de radio BigFM e RPR1.

## Discografia

### Singles
| Ano  | Single                                    | Charts | Charts      | Charts | Charts | Charts | Álbum                     |
| Ano  | Single                                    | ALE    | ALE Airplay | DIN    | SUE    | SUI    | Álbum                     |
| ---- | ----------------------------------------- | ------ | ----------- | ------ | ------ | ------ | ------------------------- |
| 1999 | "It's December (And I'll Be Missing You)" | 27     | 22          | —      | —      | —      | It's December - CD Single |
| 2000 | "Waiting For... (Serenade Of Love)"       | 106    | —           | —      | —      | —      | Audrey                    |
| 2002 | "Liquid Touch"                            | 76     | 49          | 75     | 118    | 102    | Audrey                    |